# Loi du 7 avril 1933
Ne doit pas être confondu avec Loi allemande sur la restauration de la fonction publique du 7 avril 1933 ou Loi allemande sur la réglementation de l'accès au barreau du 7 avril 1933.
La loi du 7 avril 1933 ou loi d'harmonisation des Länder et du Reich soumet étroitement les Länder à l'autorité du Reich.

## Contenu
La loi est constituée de 6 articles,.

### Article premier.
Le président du Reich nomme, sur la proposition du chancelier du Reich, des gouverneurs du Reich (Reichsstatthalter) dans les Länder allemands, à l'exception de la Prusse. Le gouverneur du Reich a pour mission de veiller à l'observation des directives politiques fixées par le chancelier. Les attributions ci-après de l'autorité du Land lui sont conférées : 
1. Nommer et révoquer le président du gouvernement du Land, de même que, sur la proposition de celui-ci, révoquer les autres membres du gouvernement du Land ;
2. Dissoudre le Landtag et ordonner de nouvelles élections, sauf la réglementation prévue dans le paragraphe 8 de la loi provisoire d'harmonisation du 13 mars 1933 ;
3. Élaborer et promulguer des lois du Land, incluses les lois qui seront édictées par le gouvernement du Land en vertu du paragraphe 1 de la loi provisoire d'harmonisation du 31 mars 1933. L'article 70 de la Constitution du Reich du 11 août 1919 sera appliqué selon son sens ;
4. Nommer et révoquer, sur la proposition du gouvernement du Land, les fonctionnaires immédiats de l'État et les juges, dans la mesure où ces décisions étaient prises jusqu'à ce jour par l'autorité suprême du Land ;
5. Exercer le droit de grâce,

Le gouverneur du Reich peut transmettre, en partie, aux gouvernements du Land l'exercice des droits spécifiés à l'article premier, numéros 4 et 5 ; les gouvernements du Land peuvent les déléguer à d'autres magistrats. 
Le gouverneur du Land peut prendre la présidence des séances du gouvernement du Land. 
Il n'est pas dérogé aux dispositions de l'article 63 de la Constitution du Reich du 11 août 1919 (représentation des Länder au Reichsrat).

### Article 2.
Le gouverneur du Reich ne peut être, en même temps, membre d'un gouvernement de Land. Il doit appartenir au Land dont il exerce l'autorité politique. Il a sa résidence officielle au siège du gouvernement du Land. 
Il peut être nommé un gouverneur du Reich, commun à plusieurs Länder, dont chacun possède moins de 2 millions d'habitants ; ce gouverneur doit appartenir à l'un de ces Länder. Le président du Reich fixe sa résidence officielle.

### Article 3.
Le gouverneur du Reich peut, sur la proposition du chancelier du Reich, être destitué à tout moment par le président du Reich. Les prescriptions de la loi sur les ministres du Reich en date du 27 mars 1930 (statuts et traitements des ministres) sont applicables par analogie. Les émoluments de service sont à la charge du Reich ; la fixation de leur montant en est réservée.

### Article 4.
Les votes de méfiance du Landtag à l'égard du président et des membres du gouvernement de Land ne sont pas permis.

### Article 5.
Le chancelier du Reich exerce, en Prusse, les droits spécifiés à l'article premier. Il peut transmettre au président du ministère du Land l'exercice de ceux spécifiés à l'article premier, alinéa 1, notes 3 à 5 ; le président du ministère peut les déléguer à d'autres magistrats. Les membres du gouvernement du Reich peuvent également être membres du gouvernement de Prusse.

### Article 6.
Cette loi entrera en vigueur le lendemain de sa promulgation. Les dispositions de la Constitution du Reich du 11 août 1919 et des constitutions des Länder, contraires à ces prescriptions, sont abrogées. En tant que la Constitution d'un Land aura prévu la magistrature d'un président d'État, ces dispositions cesseront d'être en vigueur, lorsqu'un gouverneur du Reich sera nommé.